# Коллективизатор
Коллективизатор — село в Кизлярском районе Дагестана. Входит в состав Крайновского сельсовета.

## Географическое положение
Населённый пункт расположен на берегу Кизлярского залива, на региональной трассе Махачкала-Крайновка, в 1 км к юго-востоку от центра сельского поселения — Крайновка и в 56 км к востоку от города Кизляр.

## История
Образован на базе рыбзавода «Коллективизатор».

## Население
| 1970 | 1989 | 2002 | 2010 | 2021 |
| ---- | ---- | ---- | ---- | ---- |
| 377  | ↘297 | ↗335 | ↗364 | ↘340 |

Национальный состав
По результатам Всероссийской переписи населения 2010 года:
| № | Национальность | Численность, чел. | Доля   |
| - | -------------- | ----------------- | ------ |
| 1 | аварцы         | 122               | 33,5 % |
| 2 | русские        | 112               | 30,8 % |
| 3 | даргинцы       | 77                | 21,2 % |
| 4 | другие         | 53                | 14,5 % |

По данным Всероссийской переписи населения 2010 года, в селе проживало 364 человека (178 мужчин и 186 женщин).